# 11º Reggimento alpini
L'11º Reggimento alpini è stato un reparto del Regio Esercito prima e dell'Esercito Italiano poi.

## Storia
Il reggimento si costituisce il 22 dicembre 1935 a Brunico su tre battaglioni alpini già esistenti:
- Battaglione "Intra" tratto dal 4º Reggimento alpini
- Battaglione "Trento" tratto dal 6º Reggimento alpini
- Battaglione "Saluzzo" tratto dal 2º Reggimento alpini

Il 1º maggio del 1936 il reggimento viene posto alle dipendenze della 5ª Divisione alpina "Pusteria" ed inviato in Eritrea.

### Guerra d'Etiopia
La divisione, oltre al 11º Reggimento alpini, aggrega temporaneamente il battaglione "Exilles" e quattro batterie di artiglieria alpina della 1ª Divisione alpina "Taurinense". Durante la campagna, l'11º Reggimento alpini si distingue nella battaglia dell'Amba Aradam, ricevendo per questa azione la Medaglia di Bronzo al Valor Militare. Il reggimento rientra in patria nel 1937 ed insieme alla divisione ha l'onore di partecipare alla parata del 13 marzo a Roma.

### Seconda guerra mondiale
Al rientro in patria, il reggimento subisce una riorganizzazione, con i battaglioni "Intra" e "Saluzzo" che tornano ai reggimenti originari. La nuova struttura all'11 aprile 1937 è la seguente:
- Battaglione "Bolzano" neocostituito
- Battaglione "Trento"
- Battaglione "Bassano" ceduto dal 9º Reggimento alpini

Il 21 giugno 1940 la divisione "Pusteria" viene inviata fronte francese, dove prende parte alle fasi finali della battaglia delle Alpi Occidentali. Allo scoppio delle ostilità contro la Grecia, la divisione viene inviata in Albania. Dopo l'invasione della Jugoslavia la divisione è di stanza in Montenegro, dove subisce gravi perdite per mano dei partigiani jugoslavi. Rimpatriata nell'agosto del 1942, in novembre il reggimento con la "Pusteria" prende parte all'Operazione Anton per l'occupazione della Repubblica di Vichy ed in seguito, nell'ambito dell'occupazione italiana della Francia meridionale, presidia la Provenza meridionale. Il reggimento infine si scioglie in seguito all'armistizio dell'8 settembre 1943.

### Battaglione alpini "Trento"
Nel dopoguerra riprese vita, nel febbraio 1946, per cambio di denominazione del 508º battaglione Guardie, il Battaglione "Trento", assegnato al 4º Reggimento alpini, mutato il 15 aprile in 6º Reggimento alpini. Il battaglione, con sede a Monguelfo nella Caserma Cesare Battisti, dotato di nappina rossa, era così composto:
- plotone comando (dal 31 luglio 1946 compagnia comando)
- 94ª Compagnia (la Coppa, la Tenace, l'Invicta)
- 128ª Compagnia armi accompagnamento, dal 1/6/1950 compagnia mortai (la Tonante)
- 144ª Compagnia  (la Bandera)
- 145ª Compagnia  (la Terribile)

Nel 1975, con la ristrutturazione dell'Esercito Italiano, che aboliva il livello reggimentale, il 6º Reggimento alpini venne sciolto e il Battaglione "Trento" venne posto alle dirette dipendenze della brigata alpina "Tridentina".

### La ricostruzione
In seguito alla reintroduzione del livello ordinativo reggimentale nel 1991, sulla base del Battaglione alpini "Trento" l'8 agosto 1992 venne ricostituito a Brunico l'11º Reggimento alpini inquadrato nella Brigata alpina "Tridentina". Secondo il nuovo modello mono-battaglione, la pedina operativa del reggimento era costituita dal solo Battaglione "Trento" (), di stanza a Monguelfo. Il 18 marzo 2002 l'11º Reggimento alpini venne sciolto unitamente al Battaglione alpini "Trento". Pochi anni dopo, la caserma Battisti venne rasa al suolo dalla Provincia di Bolzano che ne aveva acquisito i terreni.

## Lo stemma araldico
Inquartato. Al primo ed al quarto d'argento, all'aquila di San Venceslao ad ali spiegate di nero, rostrata, membrata, armata e munita sulle ali di due gambi trifogliati d'oro, linguata e contornata da 420 fiammelle di rosso (Trento); al secondo di rosso al leone etiope passante coronato da corona cimata da croce reggente con la zampa anteriore destra una croce copta, il tutto d'oro; al terzo inquartato, nel primo e nel quarto scaccato di rosso e di nero (d'Albania), nel secondo e nel terzo d'azzurro a due fasce d'argento (Grecia).
I nastri azzurri rappresentano le due Medaglie d'Argento e le due Medaglie di Bronzo al Valor Militare. Alla punta dello scudo è accollata, pendente al centro del nastro, l'insegna dell'Ordine militare d'Italia. Sotto allo stemma, su lista bifida d'oro svolazzante, è riportato il motto "Audacemente ascendere".

## Insegne
Le mostrine del Reggimento sono le fiamme a due punte di colore verde; alla base della mostrina si trova la stella argentata a 5 punte bordata di nero, simbolo delle forze armate italiane.

## Campagne di Guerra
- Campagna d'Africa Orientale, 1935-36
- Seconda guerra mondiale, 1940-43
  - Battaglia delle Alpi Occidentali
  - Campagna italiana di Grecia
  - Occupazione della Jugoslavia
  - Occupazione italiana della Francia meridionale